# Asado

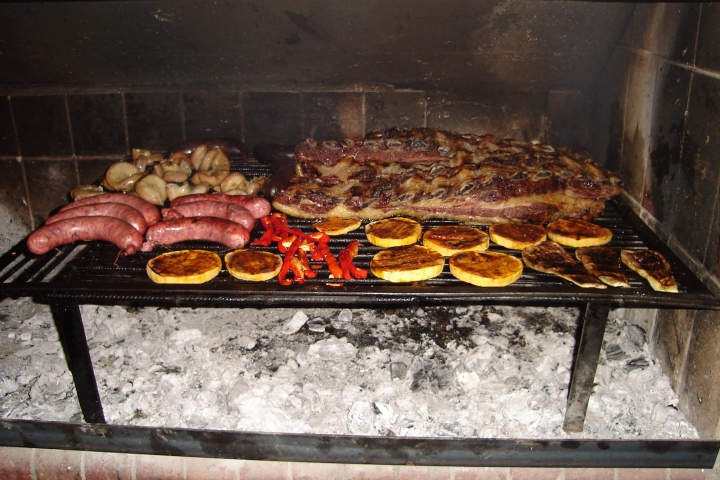
Un asado sur parrilla, technique argentine.

Un asado (« grillade » ou « rôtissage) est une technique de cuisson qui consiste à exposer un aliment au feu ou à l’air chaud (dans un four, par exemple), et à l’enduire, parfois, de graisse ou de n’importe quel autre liquide convenant, même si le terme désigne en général les viandes cuites par exposition au feu.
La méthode la plus fréquente pour préparer un asado est la cuisson au gril, où l’on fait cuire les viandes horizontalement. Cependant, il est aussi possible de faire un asado en croix (asado a la cruz, en espagnol) ou al asador, c’est-à-dire de disposer les viandes verticalement sur les braises, en les soutenant par une armature qui prend souvent la forme d’une croix. Le chiporro, ou typique asado d’agneau patagon, est une des façons de faire un asado a la cruz.
Un autre type d’asado caractéristique du Cône Sud est l’asado au cuir (asado con cuero), même si ce n’est pas l’asado le plus typique, et qu’au Chili on ne le trouve que dans les régions les plus australes. En Argentine et en Uruguay, on parle parfois d’asado au four (asado al horno) pour désigner les viandes cuites dans des fours de terre cuite (hornos de campo) qui utilisent le bois comme combustible.
L’asado est un procédé extrêmement ancien, utilisé dans tous les pays du monde où il existe de la matière première adéquate.
En Espagne, cette technique est très répandue et fait partie intégrante de la gastronomie espagnole, pour griller les viandes, les chorizos, les légumes ou les poissons, souvent dans des plats en terre cuite.
Très courant en Argentine jusqu'en 2016, l'asado tend depuis lors à devenir un signe distinctif de richesse en raison de l'écroulement du niveau de vie.

## Particularités
En Amérique du Sud, le terme asado se réfère non seulement à une grillade en tant que telle mais aussi à l’acte social, à la réunion où l’on mange de la viande (blanche ou rouge) ou des choripanes (sandwiches avec une saucisse). Ces viandes sont cuites et grillées horizontalement ou verticalement, « en croix ». En Patagonie, on utilise aussi le chulengo, c’est-à-dire un baril de combustible de 200 litres, coupé en son milieu de façon transversale, auquel on ajoute des charnières et un gril. Dans ces trois cas, on utilise des braises de charbon (en général de pin) ou du bois. Le condiment employé est très important. En Uruguay et en Argentine, on l’appelle chimichurri (sorte de sauce piquante), tandis que la sauce consommée au Chili est appelée pebre. L’usage du bois est toujours préféré, mais dans les zones urbaines, par manque de disponibilité et en raison de l’interdiction d’émettre de la fumée nocive, on utilise du charbon.
La grillade requiert un espace ouvert. Il est très fréquent que, dans les lieux réservés à la réalisation d’un asado, il existe un auvent ou quincho, dont la toiture est souvent faite de paille et qui sert à entreposer les éléments avec lesquels on prépare l’asado, ou, éventuellement à protéger les convives du soleil ou de la pluie.
L’asado est en quelque sorte le « plat national » de l’Argentine, de l'Uruguay, du Paraguay, de la région orientale de Bolivie et du sud du Brésil, en particulier les États de Rio Grande do Sul, de Santa Catarina, de Paraná et de Mato Grosso do Sul : c’est pourquoi on le prépare de façon quasi rituelle, très différemment d’un simple barbecue.
Il existe des asadores (personnes spécialisées dans l’art de cuisiner un asado) pratiquement autodidactes professionnels. Ils veillent entre autres à ce que la viande ne cuise pas trop vite (a que no se arrebate, en espagnol). Dire d’une viande qu’elle est arrebatada c’est dire qu’elle est trop cuite en dehors mais qu’elle est crue à l’intérieur. Un asado arrebatado est typique d’un mauvais asador ou d’un asador improvisé. En effet, on préfère en général la viande bien cuite ou à point. Pour cela, on dispose en général la partie la plus graisseuse du côté des braises ; de cette façon, on obtient une meilleure cuisson.
L’asado est généralement accompagné par de la salade, par exemple de laitue, oignon, tomate et œufs durs, en fonction de la coutume du pays, agrémentée par du vinaigre de vin et de l’huile.

## Photos

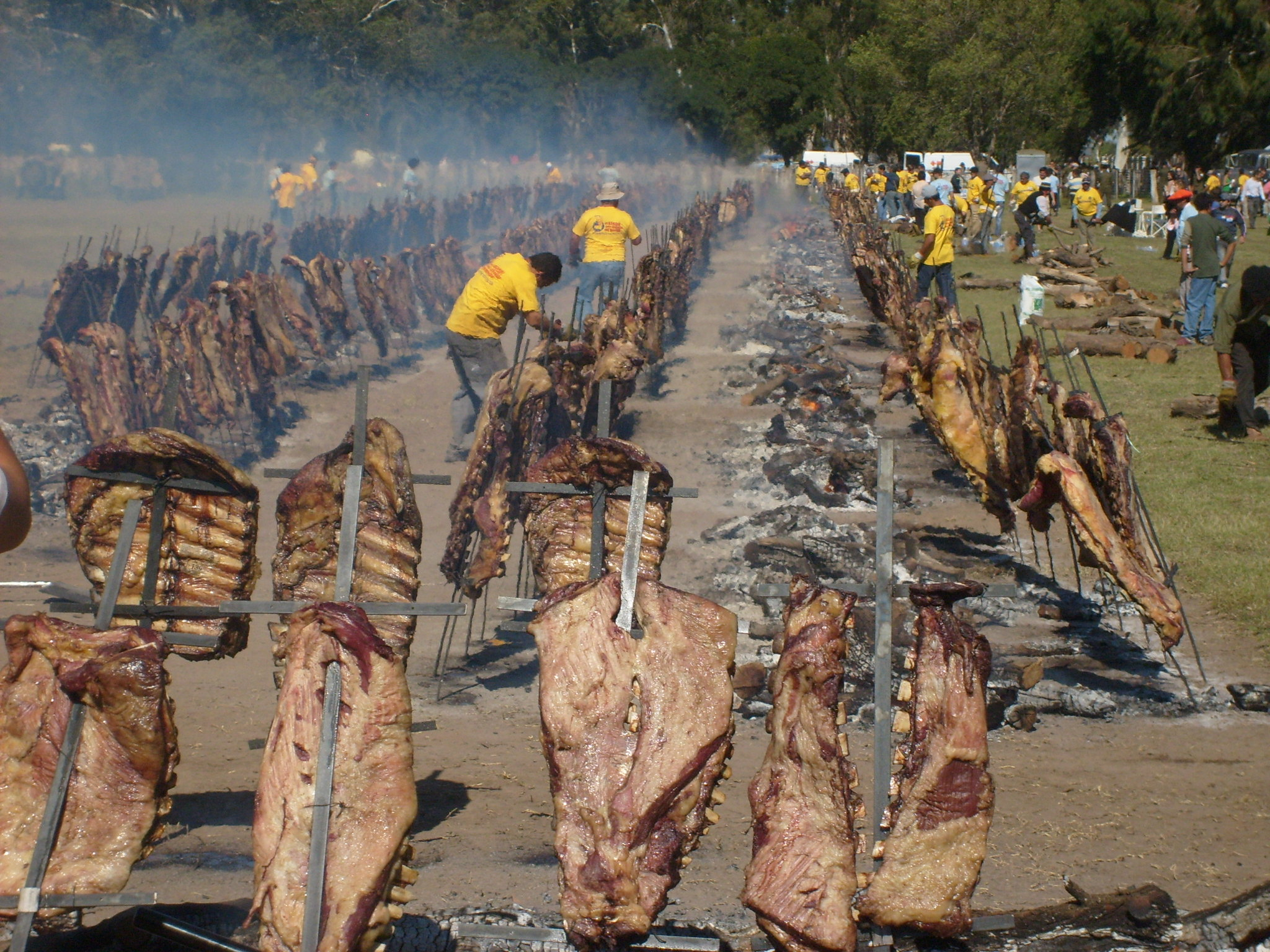
Asado en Patagonie.
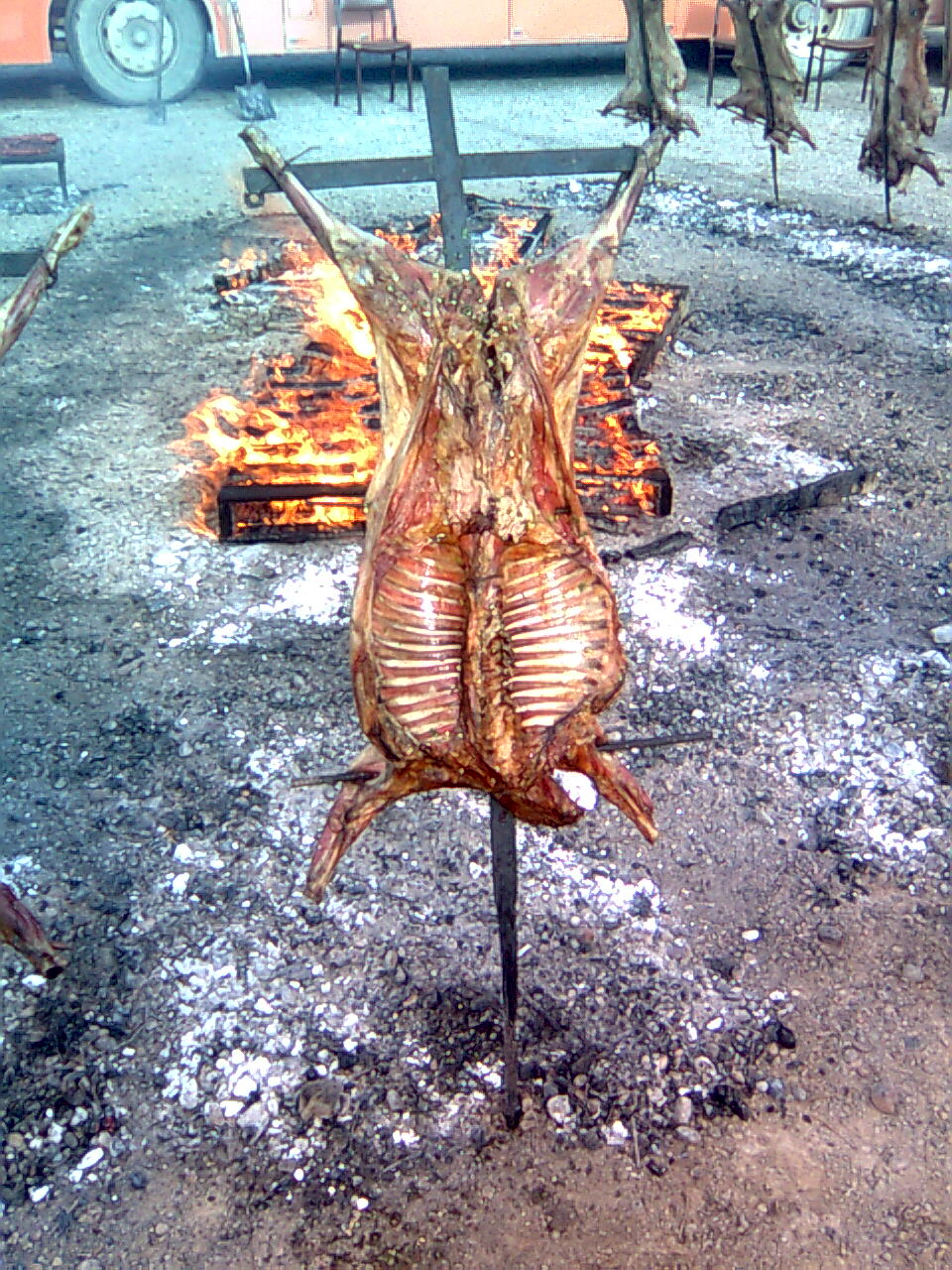
Asado à Santa Cruz (Argentine).
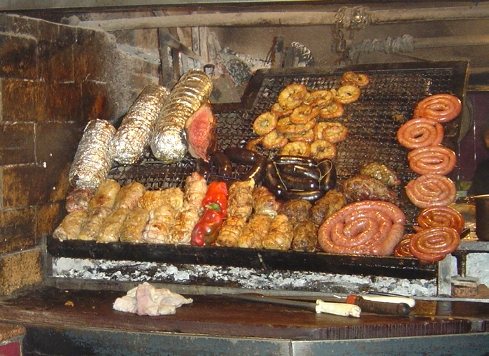
Asado à Montevideo (Uruguay).
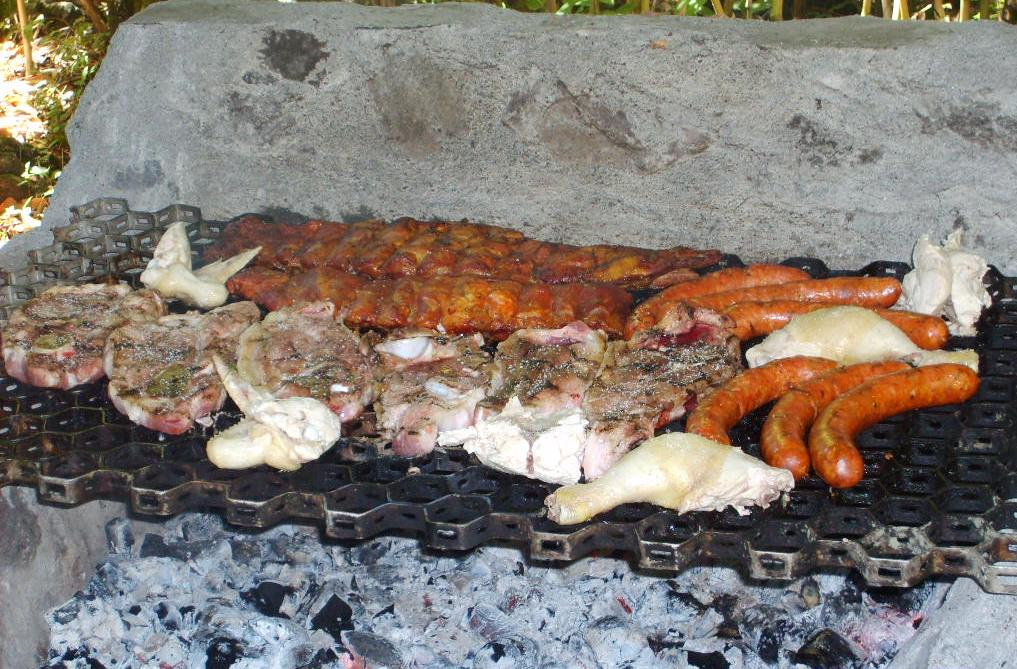
Asado au Chili.